# Ledropsis punctulata
Ledropsis punctulata är en insektsart som beskrevs av Melichar 1903. Ledropsis punctulata ingår i släktet Ledropsis och familjen dvärgstritar.